# Denis Alexejewitsch Schepilow
Denis Alexejewitsch Schepilow (russisch Денис Алексеевич Шепилов; * 17. November 2000) ist ein russischer Fußballspieler.

## Karriere
Schepilow begann seine Karriere beim FK Fakel Woronesch. Zur Saison 2020/21 rückte er in den Kader der neu geschaffenen Reserve. Im Oktober 2020 gab er dann auch sein Debüt für die Profis von Fakel in der Perwenstwo FNL. In der Saison 2020/21 kam er insgesamt zu jeweils zwölf Einsätzen in der FNL für die Profis und Perwenstwo PFL für Fakel-M. In der Spielzeit 2021/22 absolvierte er 24 Zweitligapartien, mit Woronesch stieg er zu Saisonende in die Premjer-Liga auf. Im Oberhaus kam er aber nie mehr zum Einsatz, im Oktober 2023 verließ er Fakel dann.